# Kawasaki (stad)
Kawasaki (Japans: 川崎市, Kawasaki-shi) is een stad in de prefectuur Kanagawa. Bij de volkstelling van 2020 had de stad 1.538.262 inwoners. De bevolkingsdichtheid bedroeg 10.756 inw./km². Van alle miljoenensteden in Japan is Kawasaki de enige die geen hoofdstad van een prefectuur is. De oppervlakte van de stad is 142,70 km². De stad werd gesticht op 1 juli 1924. Op 1 april 1972 werd Kawasaki een decretaal gedesigneerde stad.
De stad ligt in het sterk verstedelijkte gebied tussen Tokio en Yokohama, Groot-Tokio genaamd. Het is een haven- en een industriestad, met onder andere staalfabrieken, scheepswerven en chemische fabrieken. Vanaf 18 december 1997 is de stad via een veertien kilometer lange brug en tunnel, de Tokio Wan Aqua-Line, verbonden met Kisasura aan de oostoever van de baai van Tokio.

## Wijken
Kawasaki heeft zeven wijken (ku) :
- Asao-ku
- Kawasaki-ku
- Miyamae-ku
- Nakahara-ku
- Saiwai-ku
- Takatsu-ku
- Tama-ku

## Geboren
- Kyu Sakamoto (1941-1985), zanger en acteur
- Shigeharu Ueki (1954-2024), voetballer
- Masanobu Ando (1975), acteur en regisseur
- Yoshinobu Minowa (1976), voetballer
- Manabu Saito (1990), voetballer

## Overleden
- Takeshi Kamo (1915-2004), voetballer
- Norifumi Abe (1975-2007), motorcoureur
- Koto Okubo (1897-2013), oudste vrouw ter wereld
- Toshinori Kondo (1948-2020), trompettist

## Externe link

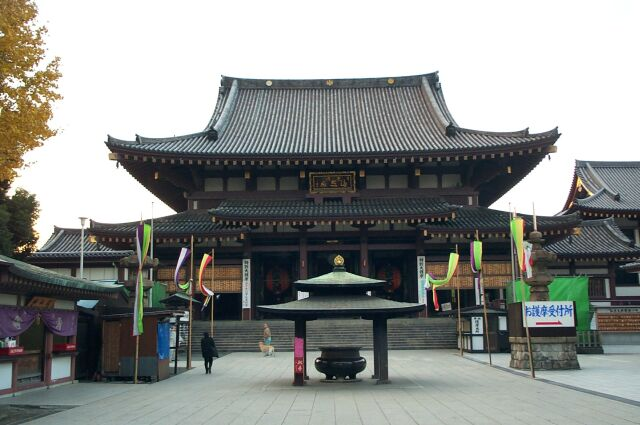
Tempel in Kawasaki